# Стрільбицька сільська рада
Стрільбицька сільська рада — орган місцевого самоврядування у Старосамбірському районі Львівської області. Адміністративний центр — село Стрільбичі.

## Загальні відомості
Стрільбицька сільська рада утворена в 1939 році. Водоймища на території, підпорядкованій даній раді: річка Яблонька.

## Населені пункти
Сільській раді підпорядковані населені пункти:
- с. Стрільбичі

## Склад ради
Рада складається з 16 депутатів та голови.

### Керівний склад попередніх скликань
| ПІБ                   | Основні відомості                                                 | Дата обрання | Дата звільнення |
| --------------------- | ----------------------------------------------------------------- | ------------ | --------------- |
| Янів Іван Миколайович | Сільський голова, 1966 року народження, безпартійний              | 26.03.2006   | 31.10.2010      |
| Янів Василь Іванович  | Сільський голова, 1967 року народження, освіта вища, безпартійний | 31.10.2010   |                 |

Примітка: таблиця складена за даними джерела